# Barbula subcernua
Barbula subcernua là một loài rêu trong họ Pottiaceae. Loài này được Schimp. mô tả khoa học đầu tiên năm 1880.